# Cheiracanthium auriculatum
Cheiracanthium auriculatum es una especie de araña araneomorfa del género Cheiracanthium, familia Cheiracanthiidae. Fue descrita científicamente por Zhang, Zhang & Yu en 2018.

## Distribución
Se distribuye por China.